# Where Do You Go to Disappear?
Where Do You Go to Disappear? er det femte studiealbum fra den danske singer-songwriter Tina Dickow. Albummet udkom den 3. september på Finest Gramophone. Det er hendes første regulære studiealbum siden Count to Ten (2007), og er hendes syvende albumudgivelse i rækken med originalt materiale. Albummet er indspillet i Seltjarnarnes, øst for Reykjavik på Island sammen med musikeren Helgi Jónsson, som Dickow danner par med. Where Do You Go to Disappear? solgte 25.269 eksemplarer i 2012, og var dermed det niende mest solgte album dette år. I januar 2013 modtog albummet platin for 20.000 solgte eksemplarer.
Om albummet siger Tina Dickow: "Min inspiration har været en anden på dette album. Mit liv har jo forandret sig meget med flytningen til Island, og alene dét at være omgivet af store vidder hver dag er en stærk motor for kreativiteten. Der er både en tyngde og ro, men i dén grad også en kraft og vildskab i naturen, som har kastet nogle nye energier og temaer af sig. Ikke at albummet genlyder af natur, slet ikke faktisk, men jeg tror, det har frisat mig og givet mig lyst til at lege."

## Spor
Alt tekst skrevet af Tina Dickow. 
| #   | Titel                           | Musik                      | Længde |
| --- | ------------------------------- | -------------------------- | ------ |
| 1.  | "We're All Experts"             | Tina Dickow, Helgi Jónsson | 3:59   |
| 2.  | "Moon to Let"                   | Dickow                     | 4:45   |
| 3.  | "The World Is Perfect"          | Dickow, Jónsson            | 3:37   |
| 4.  | "Point of No Return"            | Dickow                     | 4:29   |
| 5.  | "The Time of Our Lives"         | Dickow, Jónsson            | 4:51   |
| 6.  | "True North"                    | Dickow                     | 4:45   |
| 7.  | "The Tip of the Iceberg"        | Dickow, Jónsson            | 4:17   |
| 8.  | "You Wanna Teach Me to Dance?"  | Dickow, Jónsson            | 5:16   |
| 9.  | "Sunrise"                       | Dickow                     | 3:43   |
| 10. | "The Other Side"                | Dickow                     | 3:23   |
| 11. | "Where Do You Go to Disappear?" | Dickow, Jónsson            | 4:09   |
| 12. | "You Leave You Learn"           | Dickow, Jónsson            | 4:16   |

| 13. | "Kids Go Where the Light Is On" | 4:49 |

## Hitlister og certificeringer

### Album
| Hitliste (2012) | Højeste placering |
| --------------- | ----------------- |
| Danmark         | 1                 |
| Schweiz         | 98                |
| Tyskland        | 59                |

| Hitliste (2012) | Placering |
| --------------- | --------- |
| Danmark         | 9         |
| Hitliste (2013) | Placering |
| Danmark         | 77        |

| Land (Organisation) | Certificering |
| ------------------- | ------------- |
| Danmark (IFPI)      | Platin        |

### Singler
| År                                                               | Titel                          | Højeste placering | Højeste placering | Certificering      |
| År                                                               | Titel                          | Download          | Airplay           | Certificering      |
| ---------------------------------------------------------------- | ------------------------------ | ----------------- | ----------------- | ------------------ |
| 2012                                                             | "Moon to Let"                  | 22                | —                 |                    |
| 2012                                                             | "You Wanna Teach Me to Dance?" | 24                | 9                 | - Guld (streaming) |
| 2012                                                             | "The World Is Perfect"         | —                 | —                 |                    |
| "—" markerer en udgivelse der ikke opnåede en hitlisteplacering. |                                |                   |                   |                    |